# MTAX
Il mercato azionario MTAX era il mercato gestito da Borsa Italiana S.p.A. che raggruppava le quotazioni azionarie di società ad alto potenziale di crescita che appartenevano al settore tecnologico. Le restanti società erano quotate sul mercato Mercato telematico azionario (MTA). La definizione MTAX, con l'aggiunta finale della X, serviva appunto a differenziarlo dal mercato MTA.
Il MTAX nacque nel settembre del 2005 e, dal 2006, sostituì il Nuovo Mercato, a sua volta istituito nel 1999.
A partire dal 3 marzo 2008, MTA e MTAX sono stati accorpati al fine di razionalizzare e ottimizzare l'offerta dei mercati gestiti da Borsa Italiana, decretando così la scomparsa del MTAX.

## Segmenti
I segmenti del MTAX erano analoghi a quelli dell'MTA:
- Blue Chip (soglia di capitalizzazione azionaria pari o superiore a 1 miliardo di euro)
- Standard (soglia di capitalizzazione pari o superiore a 40 milioni di euro)
- STAR (soglia capitalizzazione pari o superiore a 40 milioni di euro ed altri requisiti)

## Negoziazioni
Gli strumenti finanziari oggetto di negoziazione nel mercato MTAX erano azioni (e i relativi diritti di opzione) di emittenti di medie dimensioni nazionali ed estere ad alto potenziale di sviluppo, le obbligazioni convertibili, i warrant.
Le condizioni di ammissione al mercato MTAX erano analoghe a quelle previste dal MTA.